# Palma Deira

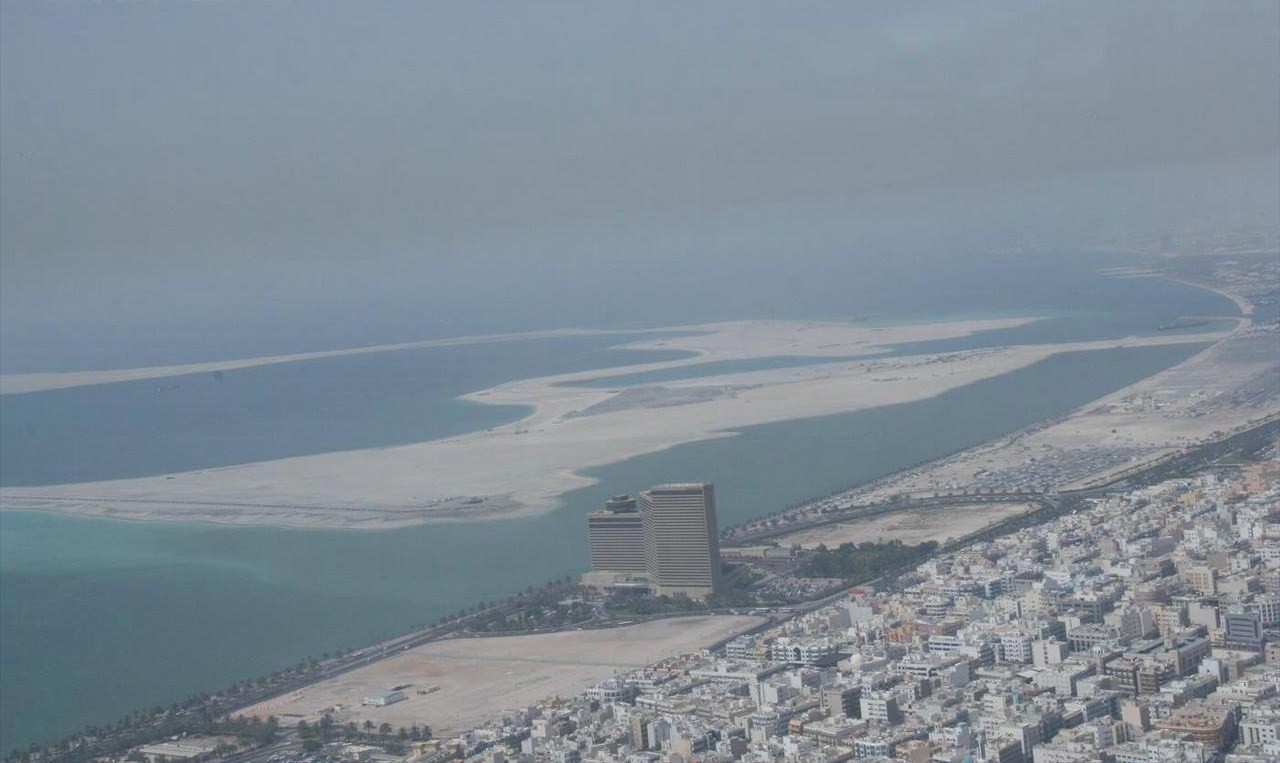
Palma Deira en 2007.

Palma Deira o Palmera Deira (en inglés:The Palm Deira; en árabe: جزر ديرة), es la primera, en cuanto a tamaño, de las cuatro islas artificiales, Islas Palm, situadas en las costas de Dubái con 46,35 km² (4635 hectáreas).
El desarrollo de Palm Deira se anunció en octubre de 2004. No se ha anunciado un calendario para su conclusión. El primer anuncio sobre el diseño fue que sería ocho veces más grande que la Palma Jumeirah, y cinco veces más grande que la Palma Jebel Ali, que debería alojar a un millón de personas. Originalmente, el diseño preveía 14 km (8,7 millas) por 8,5 km (5,3 millas) con 41 frondas en la isla. Debido a un cambio sustancial en la profundidad del Golfo Pérsico, la isla fue rediseñada en mayo de 2007. Se convirtió en un proyecto de 12,5 km (7,76 millas) por 7,5 km (4,66 millas) con la isla más grande con 18 hojas. 
A principios de octubre de 2007, el 20% de la isla fue completada, con un total de 200 millones de metros cúbicos (7 millones de pies cúbicos) de arena utilizados. A continuación, a principios de abril de 2008, Nakheel Properties anunció que más de un cuarto de la superficie total de la Palma Deira se había terminado. Éste representó el uso de 300 millones de metros cúbicos (10,6 millones de pies cúbicos) de arena. Dado que la isla es tan grande, se está desarrollando en varias fases. La primera es la creación de Isla Deira. A principios de abril de 2008, el 80% de la isla de Deira fue completada.
Debido a la crisis financiera de 2007-2008, el proyecto se rediseñó silenciosamente en noviembre de 2008, reduciendo aún más el tamaño de la isla.
En octubre de 2013, Nakheel rebautizó el proyecto como Deira Islands y volvió a reducir su tamaño. Deira Islands se desarrolló para incluir el Deira Night Souk, Deira Mall y Deira Island Towers and Boulevard en las islas, convirtiéndolo así en un frente costero lleno de tiendas, comercios y viviendas. El proyecto agregó 40 km (25 mi) de costa y 21 km (13 mi) de playa a Dubái. En diciembre de 2016 se inauguró un puente que une el continente con las islas.
En 2022, Nakheel volvió a cambiar su nombre y el del proyecto. Pasó a llamarse Islas de Dubái y se espera que albergue 80 hoteles. El proyecto se ha reiniciado y no se ha anunciado una fecha oficial de apertura.

## Islas
Se trata en realidad de un archipiélago artificial conformado por las siguientes islas:
- Islas artificiales de la propia palma:
  - Palm Crown (Palma Corona)
  - Palm Fronds (Frondas de la Palma)
  - Palm Crescent (Palma Media Luna )
  - Palm Trunk (Palma Troncal)

- Islas artificiales más cerca a la tierra firme de Dubái
  - North Island (Isla Norte)
  - South Island (Isla Sur)
  - Central Island (Isla Central)
  - Al Mamzar Island (Isla Al Mamzar)
  - Deira Island (Isla Deira)